# Bertil Sandström
Bertil Sandström (Stoccolma, 25 novembre 1887 – Strömsholm, 1º dicembre 1964) è stato un cavaliere svedese, vincitore di tre medaglie d'argento nell'equitazione in tre diverse partecipazioni ai Giochi olimpici estivi.

## Biografia
Da Anversa 1920 a Los Angeles 1932 saltò solamente i Giochi di Amsterdam 1928.

## Palmarès
| Anno | Manifestazione  | Sede        | Evento               | Risultato |
| ---- | --------------- | ----------- | -------------------- | --------- |
| 1920 | Giochi olimpici | Anversa     | Dressage individuale | Argento   |
| 1924 | Giochi olimpici | Parigi      | Dressage individuale | Argento   |
| 1932 | Giochi olimpici | Los Angeles | Dressage a squadre   | Argento   |